# Luis Brunetto
Luis Antonio Brunetto (ur. 27 października 1901 w Rosario, zm. 7 maja 1968 w Llavallol) – argentyński lekkoatleta, trójskoczek.
Brunetto był srebrnym medalistą Igrzysk olimpijskich (Paryż 1924). Podczas konkursu trójskoku osiągnął wynik 15,425 m, który przetrwał do 1951 jako rekord Ameryki Południowej, a do 1975 był rekordem Argentyny.